# Bitartrato de potasio
El bitartrato de potasio, también conocido como crémor tártaro o cremor tártaro, es un subproducto de la producción del vino.
Es la sal ácida del potasio del ácido tartárico, un ácido carboxílico.
Tiene la fórmula  KC4H5O6

## Aparición

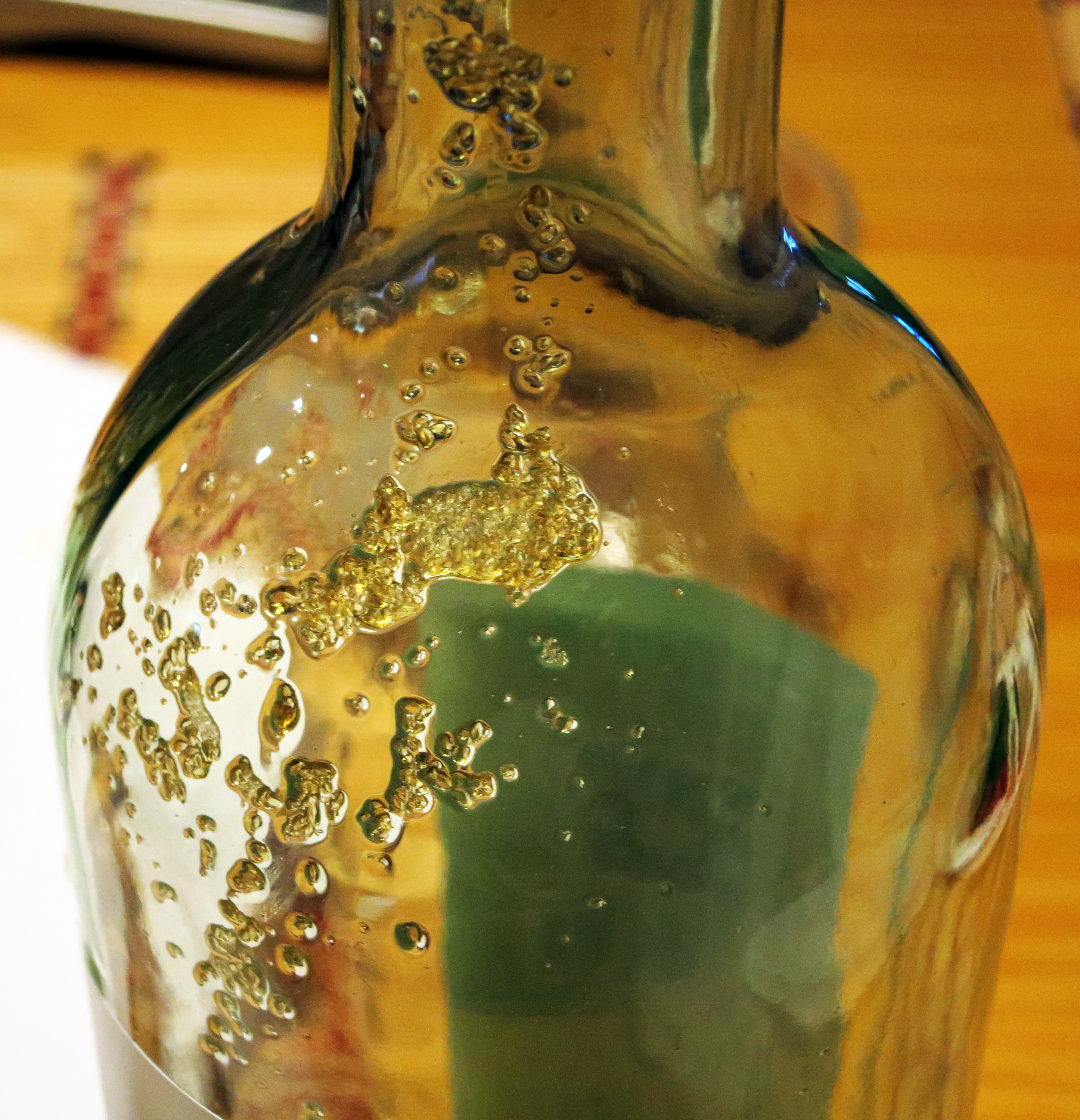
Bitartrato de potasio en una botella vacía de vino blanco

El bitartrato de potasio se cristaliza en las barricas de vinos durante la fermentación del jugo de uvas y puede precipitarse del vino en las botellas. Esta forma cruda (conocida también como capa de tártaro) es almacenada y purificada para producir el polvo blanco e inodoro utilizado con gran frecuencia en varias actividades culinarias.

## Aplicaciones

### Alimentos
En los alimentos, el bitartrato de potasio es utilizado para:
- La estabilización de las claras de huevo, aumentando su tolerancia al calor y volumen;
- Prevenir de cristalización a los jarabes de azúcar;
- Reducción de la decoloración de verduras hervidas;
- Frecuente combinación con bicarbonato de sodio (el cual necesita un ingrediente ácido para activarlo) en las formulaciones de polvo de hornear.
- Se suele utilizar en combinación con cloruro de potasio en sustitutos de la sal libres de sodio.
- Glaseado en las casas de pan de jengibre.

Una sal ácida similar, el pirofosfato ácido de sodio, se puede confundir con el crémor tártaro, debido a su función común en forma de polvo para hornear.

### Uso doméstico
El bitartrato de potasio puede utilizarse con vinagre blanco para hacer un agente de limpieza parecido a una pasta. Esta mezcla a veces es por error hecha con vinagre y bicarbonato de sodio, los cuales de hecho reaccionan para neutralizar entre sí, creando dióxido de carbono y una solución de acetato de sodio.

### Química
El tartrato ácido de potasio, según el NIST, es utilizado como patrón de referencia principal para un tampón químico. Usando un exceso de sal en agua, una solución saturada es creada con un pH de 3,557 a 25 °C. Tras la disolución en agua, el bitartrato de potasio se separa en tartrato ácido, tartrato, e iones de potasio. Por lo tanto, una solución saturada crea un buffer de pH estándar. Antes de su uso como una norma, se recomienda que la solución deba ser filtrada o decantada entre los 22 °C y 28 °C.